# 黑寡婦 (車臣)
黑寡婦（俄语：чёрная вдова），或稱女烈士（俄语：шахидка），是專指車臣伊斯蘭教分離主義的女性炸彈自殺襲擊者，聞名於2002年10月發生於俄羅斯首都的莫斯科歌劇院脅持事件，她們都是在丈夫戰死後被組織培訓為襲擊者而得名，車臣陸軍將領沙米爾·巴薩耶夫形容她們是炸彈自殺襲擊的戰力之一。俄語名字的「莎希特卡」（шахидка）是將阿拉伯語的「沙希德」意即「烈士」（‎）加上字尾修改為自己的陰性格。另一個稱呼是「安拉（真主）的新娘」（Невесты Аллаха），2003年由一名俄羅斯記者尤利婭·尤濟克杜撰的新詞，她自己的報導中声称黑寡婦的成員除了真的失去了丈夫的一群外還有另一群為17至25歲的年輕婦女，她們當中許多是被自己的父母賣給恐怖組織成為炸彈襲擊者，其他的又有是被拐帶或欺騙誘來的，另一群則是來自伊斯蘭教支派的瓦哈比派家庭，由於濫藥在受到家庭壓力而成為黑寡婦。黑寡婦出擊前不用特別訓練，而且已有不少案例显示，綁在她们身上的炸藥是由其他人遙距操控所引爆。